# Eldar Rønning

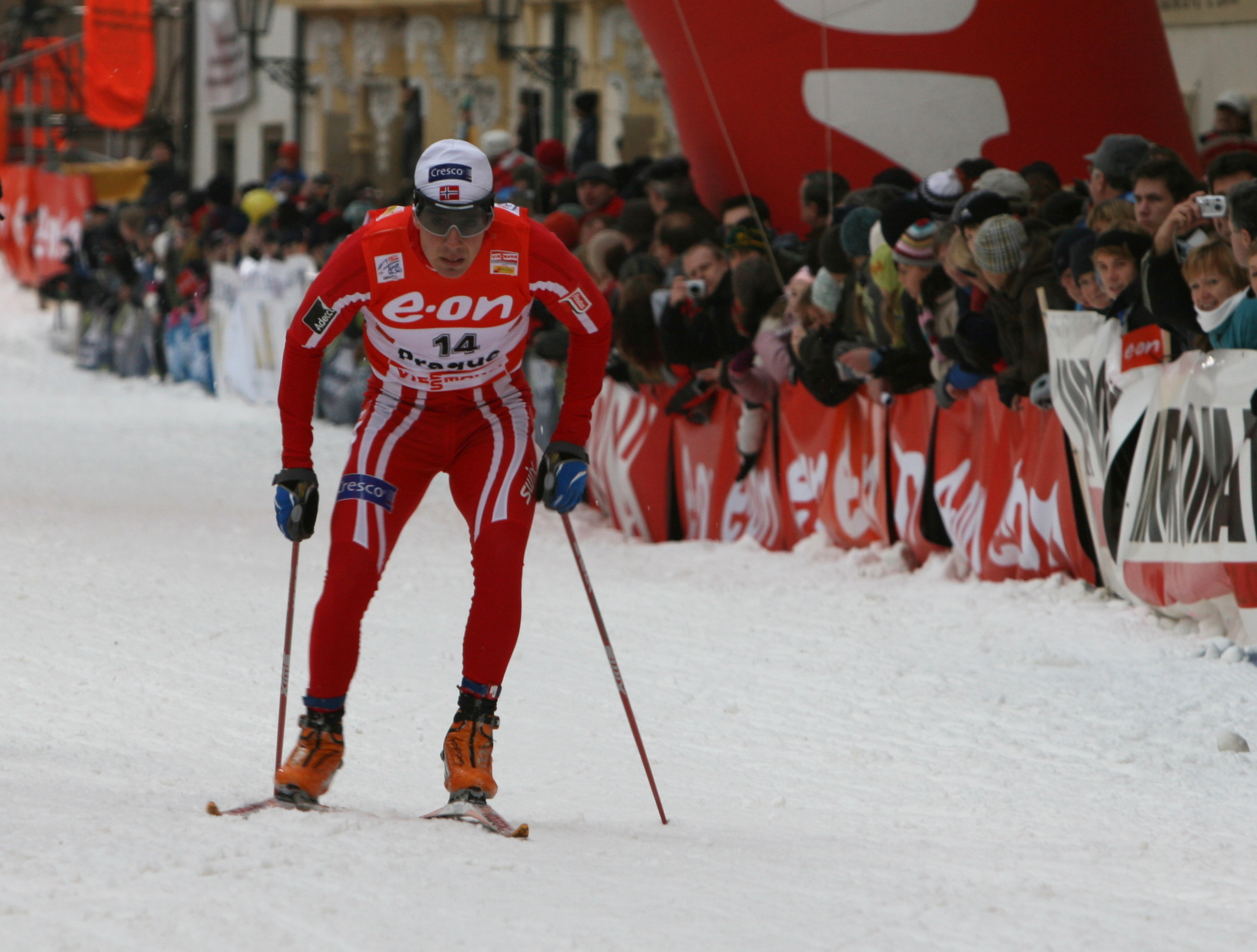
Eldar Rønning (2007)

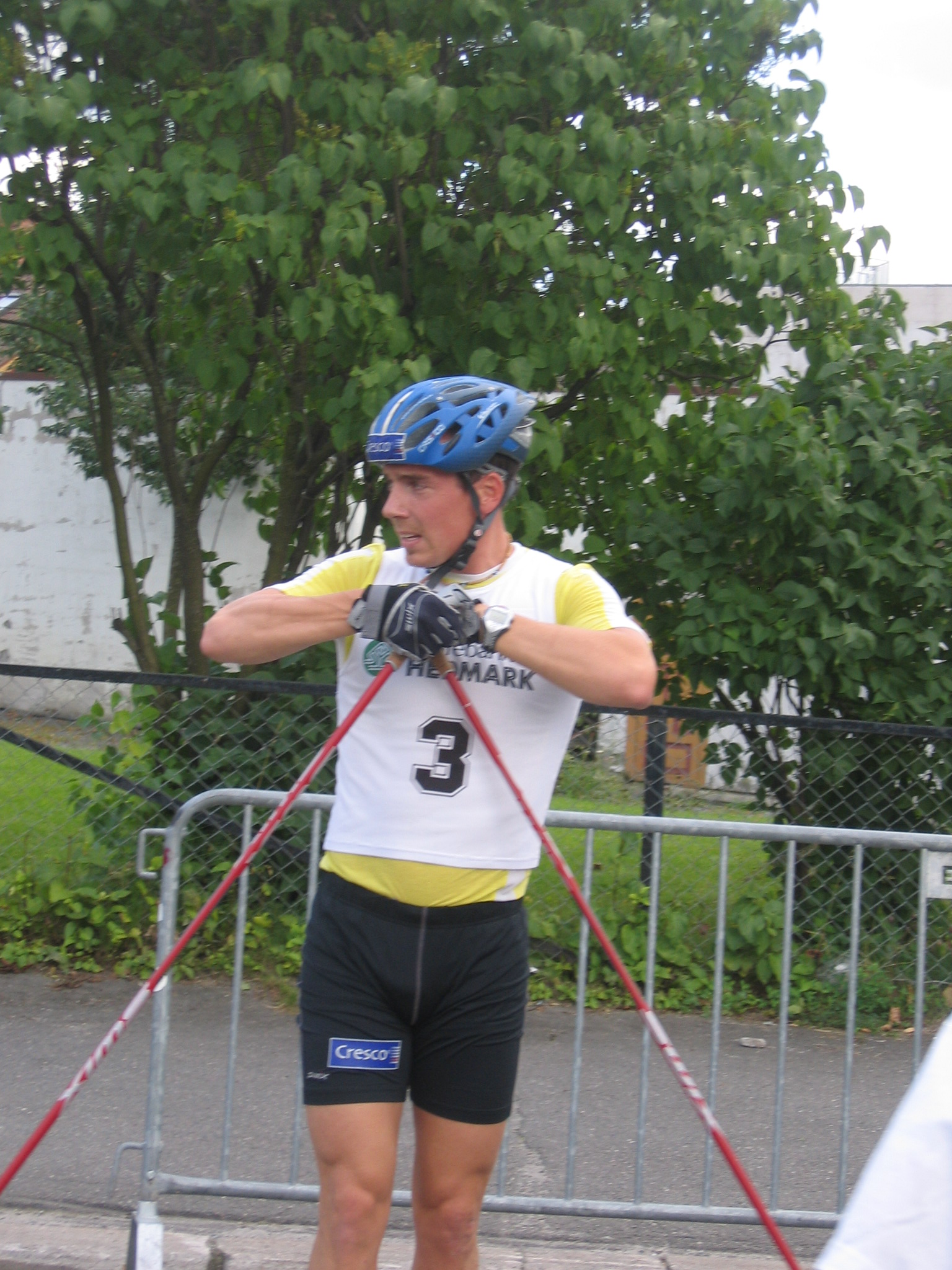
Eldar Rønning, Kirkebakken Grand Prix 2007 in Hamar, Norwegen

Eldar Rønning (* 11. Juni 1982 in Trondheim) ist ein ehemaliger norwegischer Skilangläufer. Er startete für den Skiclub Skogn IL und ist auf Rennen in der klassischen Technik spezialisiert.

## Werdegang
Bei den Junioren-Weltmeisterschaften 2001 im polnischen Karpacz wurde Rønning 18. im Sprint. Ein Jahr später bei den Junioren-Weltmeisterschaften 2002 in Schonach im Schwarzwald belegte im Rennen über 30 Kilometer in der klassischen Technik den vierten Platz und verpasste damit nur knapp hinter seinem Landsmann Eivind Juul Pedersen eine Medaille. Über zehn Kilometer in der freien Technik kam er als 13. ins Ziel.
Seine ersten großen Erfolge konnte Eldar Rønning in der Saison 2004/05 verzeichnen. Er siegte beim Sprint in Reit im Winkl und erreichte zwei weitere Podestplätze bei Rennen des Sprint-Weltcups. Im Gesamtweltcup dieser Saison wurde er 10. und im Sprintweltcup 2. hinter seinem Landsmann Tor Arne Hetland. Bei den Weltmeisterschaften 2005 wurde er in Oberstdorf Elfter im Sprint.
In der Saison 2005/06 konzentrierte er sich fast ausschließlich auf den Sprint-Weltcup. Er bestritt nur ein Distanzrennen über 15 km klassisch, welches er als 30. beendete. In den Sprint-Rennen lief es besser, dort konnte er einen dritten und zwei fünfte Plätze einfahren. Diese Resultate langten am Ende der Saison für Position 7 im Sprintweltcup und Position 11 im Gesamtweltcup.
Die Saison 2006/07 begann für ihn mit einem Sieg beim Weltcup-Auftakt in Düsseldorf. Danach konnte er zwei weitere Siege über 15 km klassisch in Kuusamo und Cogne feiern. Bei der Nordischen Skiweltmeisterschaft 2007 in Sapporo gewann er die Bronzemedaille im Sprint und gemeinsam mit Odd-Bjørn Hjelmeset, Lars Berger und Petter Northug die Goldmedaille in der 4 × 10-km-Staffel. Über 30 Kilometer wurde er Zwölfter und im 50-Kilometer-Rennen kam er als 27. ins Ziel. Auch bei den Nordischen Skiweltmeisterschaften 2009 in Liberec gehörte er der siegreichen norwegischen Staffel an. Zudem wurde er Siebter über 15 Kilometer und 28. über 30 Kilometer. Bei den Olympischen Winterspielen 2010 im kanadischen Vancouver wurde er lediglich über 30 Kilometer eingesetzt und belegte dort den 36. Platz.
Bei den Heimweltmeisterschaften 2011 in Oslo belegte er über 15 km im klassischen Stil den zweiten Platz hinter Matti Heikkinen und gewann zum dritten Mal in Folge mit der norwegischen Langlaufstaffel den Weltmeistertitel. Bei den Weltmeisterschaften 2013 im italienischen Fleimstal folgte dann der vierte Titel mit der Langlaufstaffel in Folge. Ein Kunststück, das zuvor lediglich sein Landsmann Bjørn Dæhlie in den 1990er Jahren und mit ihm zusammen Petter Northug, der den Rekord 2015 dann auf fünf Titel in Folge ausbauen konnte, erreichten. Über 50 Kilometer wurde er Fünfter, während er den Skiathlon als 32. beendete. Bei den Olympischen Winterspielen 2014 im russischen Sotschi verpasste er als Vierter hinter Frankreich mit der norwegischen Langlaufstaffel nur knapp olympisches Edelmetall. Über 15 Kilometer in der klassischen Technik wurde er Zwölfter.
Anfang 2016 gab er sein Karriereende bekannt.

## Erfolge

### Medaillen bei Weltmeisterschaften
- 2007 in Sapporo: Gold mit der Staffel, Bronze im Sprint klassisch
- 2009 in Liberec: Gold mit der Staffel
- 2011 in Oslo: Gold mit der Staffel, Silber über 15 km klassisch
- 2013 im Val di Fiemme: Gold mit der Staffel

### Siege bei Weltcuprennen

#### Weltcupsiege im Einzel
| Nr. | Datum             | Ort           | Disziplin                       |
| --- | ----------------- | ------------- | ------------------------------- |
| 1.  | 13. Februar 2005  | Reit im Winkl | 1,5 km Sprint klassisch         |
| 2.  | 28. Oktober 2006  | Düsseldorf    | 1,5 km Sprint Freistil          |
| 3.  | 26. November 2006 | Kuusamo       | 15 km klassisch Individualstart |
| 4.  | 13. Dezember 2006 | Cogne         | 15 km klassisch Individualstart |
| 5.  | 10. Februar 2008  | Otepää        | 1,4 km Sprint klassisch         |
| 6.  | 22. Januar 2011   | Otepää        | 15 km klassisch Individualstart |
| 7.  | 10. März 2012     | Oslo          | 50 km klassisch Massenstart     |

#### Etappensiege bei Weltcuprennen
| Nr. | Datum          | Ort           | Disziplin                   | Rennen              |
| --- | -------------- | ------------- | --------------------------- | ------------------- |
| 1.  | 6. Januar 2007 | Cavalese      | 30 km klassisch Massenstart | Tour de Ski 2006/07 |
| 2.  | 3. Januar 2010 | Oberhof       | 1,6 km Sprint klassisch     | Tour de Ski 2009/10 |
| 3.  | 7. Januar 2012 | Val di Fiemme | 20 km klassisch Massenstart | Tour de Ski 2011/12 |
| 4.  | 23. März 2013  | Falun         | 15 km klassisch Massenstart | Weltcup-Finale 2013 |

#### Weltcupsiege im Team
| Nr. | Datum             | Ort                  | Disziplin                         |
| --- | ----------------- | -------------------- | --------------------------------- |
| 1.  | 18. Dezember 2005 | Canmore              | 6 × 1,2 km Teamsprint klassisch 1 |
| 2.  | 23. November 2008 | Gällivare            | 4 × 10 km Staffel 2               |
| 3.  | 22. November 2009 | Beitostølen          | 4 × 10 km Staffel 3               |
| 4.  | 21. November 2011 | Sjusjøen             | 4 × 10 km Staffel 4               |
| 5.  | 12. Februar 2012  | Nové Město na Moravě | 4 × 10 km Staffel 5               |
| 6.  | 25. November 2012 | Gällivare            | 4 × 7,5 km Staffel 6              |
| 7.  | 20. Januar 2013   | La Clusaz            | 4 × 7,5 km Staffel 7              |
| 8.  | 22. Dezember 2013 | Asiago               | 6 × 1,7 km Teamsprint klassisch 8 |

### Siege bei Worldloppet-Cup-Rennen
Anmerkung: Vor der Saison 2015/16 hieß der Worldloppet Cup noch Marathon Cup.
| Nr. | Datum            | Ort    | Rennen        | Disziplin                   |
| --- | ---------------- | ------ | ------------- | --------------------------- |
| 1.  | 15. Februar 2015 | Otepää | Tartu Maraton | 63 km klassisch Massenstart |

### Siege bei Continental-Cup-Rennen
| Nr. | Datum            | Ort       | Disziplin                       | Serie            |
| --- | ---------------- | --------- | ------------------------------- | ---------------- |
| 1.  | 14. Februar 2004 | Hommelvik | 10 km klassisch Individualstart | Continental Cup  |
| 2.  | 5. Januar 2014   | Piteå     | 15 km klassisch Individualstart | Scandinavian Cup |

### Medaillen bei nationalen Meisterschaften
- 2005: Bronze im Teamsprint
- 2006: Gold im Teamsprint
- 2007: Gold im Teamsprint, Bronze über 50 km, Bronze im Sprint
- 2008: Silber im Sprint, Silber im Teamsprint, Bronze über 50 km
- 2009: Gold im Teamsprint, Bronze über 15 km
- 2010: Gold mit der Staffel
- 2011: Gold über 15 km, Gold mit der Staffel, Silber im Skiathlon, Silber im Teamsprint
- 2012: Silber über 50 km, Silber im Teamsprint
- 2014: Gold im Teamsprint

## Statistik

### Weltcup-Platzierungen
Die Tabelle zeigt die erreichten Platzierungen im Einzelnen.
- 1.–3. Platz: Anzahl der Podiumsplatzierungen
- Top 10: Anzahl der Platzierungen unter den ersten zehn
- Punkteränge: Anzahl der Platzierungen innerhalb der Punkteränge
- Starts: Anzahl gelaufener Rennen in der jeweiligen Disziplin
- Hinweis: Bei den Distanzrennen erfolgt die Einordnung gemäß FIS.

| Platzierung         | Distanzrennen a | Distanzrennen a | Distanzrennen a | Distanzrennen a | Distanzrennen a | Skiathlon Verfolgung | Sprint | Etappen- rennen b | Gesamt | Team c | Team c  |
| Platzierung         | ≤ 5 km          | ≤ 10 km         | ≤ 15 km         | ≤ 30 km         | > 30 km         | Skiathlon Verfolgung | Sprint | Etappen- rennen b | Gesamt | Sprint | Staffel |
| ------------------- | --------------- | --------------- | --------------- | --------------- | --------------- | -------------------- | ------ | ----------------- | ------ | ------ | ------- |
| 1. Platz            |                 |                 | 5               | 1               | 1               |                      | 4      |                   | 11     | 2      | 6       |
| 2. Platz            | 1               | 1               | 3               |                 |                 | 1                    | 1      |                   | 7      | 2      | 4       |
| 3. Platz            |                 |                 |                 |                 |                 |                      | 5      | 1                 | 6      | 2      | 3       |
| Top 10              | 2               | 3               | 23              | 4               | 2               | 7                    | 27     | 2                 | 70     | 7      | 19      |
| Punkteränge         | 6               | 3               | 41              | 5               | 4               | 23                   | 59     | 14                | 155    | 7      | 19      |
| Starts              | 12              | 7               | 50              | 9               | 7               | 34                   | 73     | 15                | 207    | 7      | 19      |
| Stand: Karriereende |                 |                 |                 |                 |                 |                      |        |                   |        |        |         |

### Weltcup-Wertungen
| Saison  | Gesamt | Gesamt | Distanz | Distanz | Sprint | Sprint |
| Saison  | Punkte | Platz  | Punkte  | Platz   | Punkte | Platz  |
| ------- | ------ | ------ | ------- | ------- | ------ | ------ |
| 2002/03 | 49     | 62.    | -       | -       | 39     | 36.    |
| 2003/04 | 102    | 53.    | 3       | 104.    | 99     | 20.    |
| 2004/05 | 349    | 10.    | 22      | 62.     | 327    | 2.     |
| 2005/06 | 355    | 11.    | 122     | 28.     | 237    | 7.     |
| 2006/07 | 557    | 3.     | 286     | 4.      | 215    | 5.     |
| 2007/08 | 463    | 13.    | 177     | 21.     | 266    | 7.     |
| 2008/09 | 541    | 12.    | 252     | 15.     | 179    | 12.    |
| 2009/10 | 370    | 15.    | 166     | 25.     | 164    | 17.    |
| 2010/11 | 388    | 19.    | 288     | 11.     | 54     | 41.    |
| 2011/12 | 675    | 10.    | 436     | 12.     | 43     | 46.    |
| 2012/13 | 251    | 36.    | 165     | 29.     | 56     | 38.    |
| 2013/14 | 283    | 24.    | 152     | 21.     | 79     | 28.    |
| 2014/15 | 218    | 31.    | 150     | 30.     | -      | -      |